# Simfonia núm. 3 (Sibelius)
La Simfonia núm. 3 en do major, op. 52, de Jean Sibelius és una simfonia en tres moviments composta l'any 1907. Entre la intensitat romàntica de les dues primeres simfonies de Sibelius i la complexitat més austera de les seves simfonies posteriors, es tracta d'una peça bondadosa, triomfal i amb un so enganyosament senzill. La va dedicar al compositor anglès Granville Bantock. Una actuació típica de tota la simfonia dura una mica menys de 30 minuts.

## Representacions
La primera actuació de la simfonia va ser a càrrec de la Helsinki Philharmonic Society, dirigida pel compositor, el 25 de setembre de 1907. En el mateix concert també es va representar el poema simfònic La filla de Pohjola i la suite sobre la música incidental de La festa de Belssazar, op. 51, ambdues del 1906. Està dedicada al compositor i director britànic Granville Bantock, un dels primers defensors del seu treball al Regne Unit.
El dia de l'estrena el públic i la crítica van quedar desconcertats, i encara més poc després quan Sibelius va portar la nova obra a Sant Petersburg. No va rebre millors crítiques a Alemanya i França, ni, tampoc, a Anglaterra en la seva tardana aparició inicial el febrer de 1908. El que més va sorprendre va ser la seva senzillesa, fins i tot l'alegria, la seva manca de grandesa i l'absència de tenses lluites titàniques. La Tercera Simfonia no s'assemblava per exemple a la seva predecessora, l'heroica i molt reeixida Simfonia en re major.
El primer enregistrament va comptar amb el director finlandès Robert Kajanus i l'Orquestra Simfònica de Londres, per al segell HMV el juny de 1932.

## Composició
La Tercera Simfonia representa un punt d'inflexió en la producció simfònica de Sibelius. La seva Primera i Segona simfonia són grans obres romàntiques i patriòtiques. La Tercera, però, mostra un desig diferent, gairebé clàssic, de contenir la quantitat més gran de material musical en el menor nombre possible de figures melòdiques, harmonies i durades. Aquesta economia musical és més evident en el primer moviment, gairebé recordant a Beethoven en les seves seccions clares i netament desenvolupades. S’ha considerat sovint com un moment decisiu, l’inici d’una nova etapa irreversible (o bé la clausura d’un camí que ja no té més recorregut, depenent de la perspectiva). Composta en un diatonisme que va a contracorrent, l’obra sembla creada per exaltar la tríada de do major explorant recursos sonors inèdits i formes originals de presentar els acords, tot això dins d’un marc de depuració del llenguatge que influirà en les simfonies que vindran després.
La Tercera Simfonia està dedicada al compositor anglès Granville Bantock, amic del compositor finlandès que va tenir un paper fonamental per portar la música de Sibelius a Anglaterra durant les dues primeres dècades del segle xx. El musicòleg Harold Truscott assegura que Sibelius va comentar a Bantock que el primer moviment de la Tercera simfonia li evocava la imatge de densos bancs de boira que cobrien la àrida costa anglesa.

## Instrumentació
La peça està gravada per a una orquestra que inclou 2 flautes, 2 oboès, 2 clarinets (en si ♭ i la), 2 fagots, 4 trompes (en fa), 2 trompetes (en si ♭), 3 trombons, timbals i cordes.

## Moviments
1. Allegro moderato (en do major)
2. Andantino con moto, quasi allegretto (en sol sostingut menor)
3. Moderato – Allegro ma non tanto (en do major)

### I. Allegro moderato
Audio playback is not supported in your browser. You can download the audio file.
La simfonia s'obre amb una melodia estrident i rítmica al violoncel i contrabaix, després de l'anunci de la qual entren per torn els metalls i les cordes restants. El tritón do–fa ♯, que té un paper tan important tant en aquesta com en la següent simfonia, està clarament articulat i emfatitzat ja al començament del compàs 15 per un marcatge de rinforzando.
Audio playback is not supported in your browser. You can download the audio file.
Un solo de flauta cadenciosa, gairebé folklòric, dona pas a una crida de la trompa sobre cordes semblants a pinzells en el primer dels tres clímaxs principals del primer moviment.
Audio playback is not supported in your browser. You can download the audio file.
Després d'aquesta ràfega sonora, la suau serenitat de l'obertura torna a ser recordada pels violoncels, però aquesta vegada d'una manera més vulnerable i sostenuto en la tonalitat més remota de si menor.
Audio playback is not supported in your browser. You can download the audio file.
A partir d'aquest punt, la música baixa suaument. A continuació, una successió d'⁣instruments de vent-fusta recorden la segona melodia del violoncel sobre escales de cordes suaus, que recorden repetidament l'obertura del moviment. La tensió creix i finalment esclata en el tema d'obertura, subratllat pels timbals, els violins tocant sobre un coixí palpitant de corals de metall i vent-fusta i pizzicatos poc convencionals als violoncels. Es torna a recordar el tema de la flauta, i el segon tema del violoncel es torna a plantejar per tota l'orquestra; tocats a la secció de cordes, els timbals i el vent-fusta proporcionen material rítmic, mentre que més corals de metall es mantenen al llarg de la secció.
La música torna a baixar, però aquesta vegada, abans de deixar-la anar completament, una coral de flauta i trompa condueixen a més records de temes passats, abans que el moviment es tanqui amb dues cadències plagals de dos acords en mi menor (un acord de la menor seguit d'un acord de mi menor), que, com que no hi ha fa en cap acord, deixa sense resoldre la dicotomia Fa–Fa ♯ (configurada pel tríton do–fa ♯ prop de l'inici de l'obra);
Audio playback is not supported in your browser. You can download the audio file.
aquesta dicotomia es resol finalment (de moment) amb una única cadència plagal en do (fa major, després do major).
Audio playback is not supported in your browser. You can download the audio file.

### II. Andantino con moto, quasi allegretto
L'obertura del segon moviment és un nocturn. La primera secció gairebé surt del vals de la foscor generalitzada, però, d'una manera limitada, la música es nega a fer-ho.
Audio playback is not supported in your browser. You can download the audio file.
Els crítics discrepen sobre quina forma representa exactament l'estructura d'aquest moviment; tanmateix, les quatre aparicions del tema amb episodis de desenvolupament suggereixen una mena de rondó. Després de la introducció ampliada, un breu moment de lleugeresa dona pas a la secció de cordes que pren el tema, amb comentaris del vent-fusta i trompes. La música és impulsada fins al final per pizzicatos perpetus de violoncel, i després el segon moviment acaba amb diversos polsos de corda en els quals la melodia encara és gairebé reconeixible.

### III. Moderato
L'últim moviment són realment dos moviments compactats en un únic final. Sibelius la va descriure com "la cristal·lització d'idees a partir del caos". L'obertura conté fragments temàtics de material anterior i de material encara per venir.
Audio playback is not supported in your browser. You can download the audio file.
Un scherzo silenciós i tens s'obre en un coral (amb un tríton do–fa ♯ prominent) que es repeteix diverses vegades.
Audio playback is not supported in your browser. You can download the audio file.
La coda porta el tema de tipus coral en extensions cada cop més grans, fins que la simfonia conclou en un compendi del tema coral i una ràfega de figures de corda i escales de vent fusta. La cadència porta la peça a una aturada gairebé brusca amb una única tríada de do major arpegiada al metall.